# Reichenau, Kärnten
Reichenau är en ort och kommun i Österrike. Den ligger i distriktet Feldkirchen i förbundslandet Kärnten, 240 km sydväst om huvudstaden Wien. Kommunens förvaltning ligger i Ebene Reichenau.
Kommunen består av 21 orter (Ortschaften) (inom parentes invånarantal 1 januari 2024):

- Ebene Reichenau (324)
- Falkertsee (38)
- Hinterkoflach (86)
- Lassen (12)
- Lorenzenberg (32)
- Mitterdorf (81)
- Patergassen (235)
- Plaß (36)
- Rottenstein (51)
- Saureggen (26)
- Schuß (44)
- Seebach (31)
- St. Lorenzen (15)
- St. Margarethen (103)
- Turracherhöhe (98)
- Vorderkoflach (76)
- Vorwald (227)
- Waidach (12)
- Wiederschwing (48)
- Wiedweg (71)
- Winkl (107)